# Elegie (Hanson)
Elegie in memoriam of Sergei Koussevitzky (opus 39?) is een compositie van Howard Hanson.
In dit werk voor orkest herdacht Hanson de grootse dirigent, maar ook promotor van nieuwe Amerikaanse muziek, na diens overlijden in juni 1951. Hanson zelf kreeg gedurende zijn loopbaan tweemaal het verzoek van Koussevitzky een compositie te schrijven; zijn 2e symfonie en zijn pianoconcert. Bovendien nam Koussevitzky de 3e symfonie van Hanson al snel op voor een uitgave op LP (78 toeren destijds).

## Bron en discografie
- Uitgave Delos International; Seattle Symphony o.l.v. Gerard Schwarz.